# فرضی کندی تپه سی
فرضی کندی تپه سی مربوط به هزاره اول قبل از میلاد است و در شهرستان گرمی، بخش مرکزی، روستای فرضی کندی واقع شده و این اثر در تاریخ ۷ مهر ۱۳۸۱ با شمارهٔ ثبت ۶۱۹۶ به‌عنوان یکی از آثار ملی ایران به ثبت رسیده است.